# Karel van Oostenrijk (1590-1624)

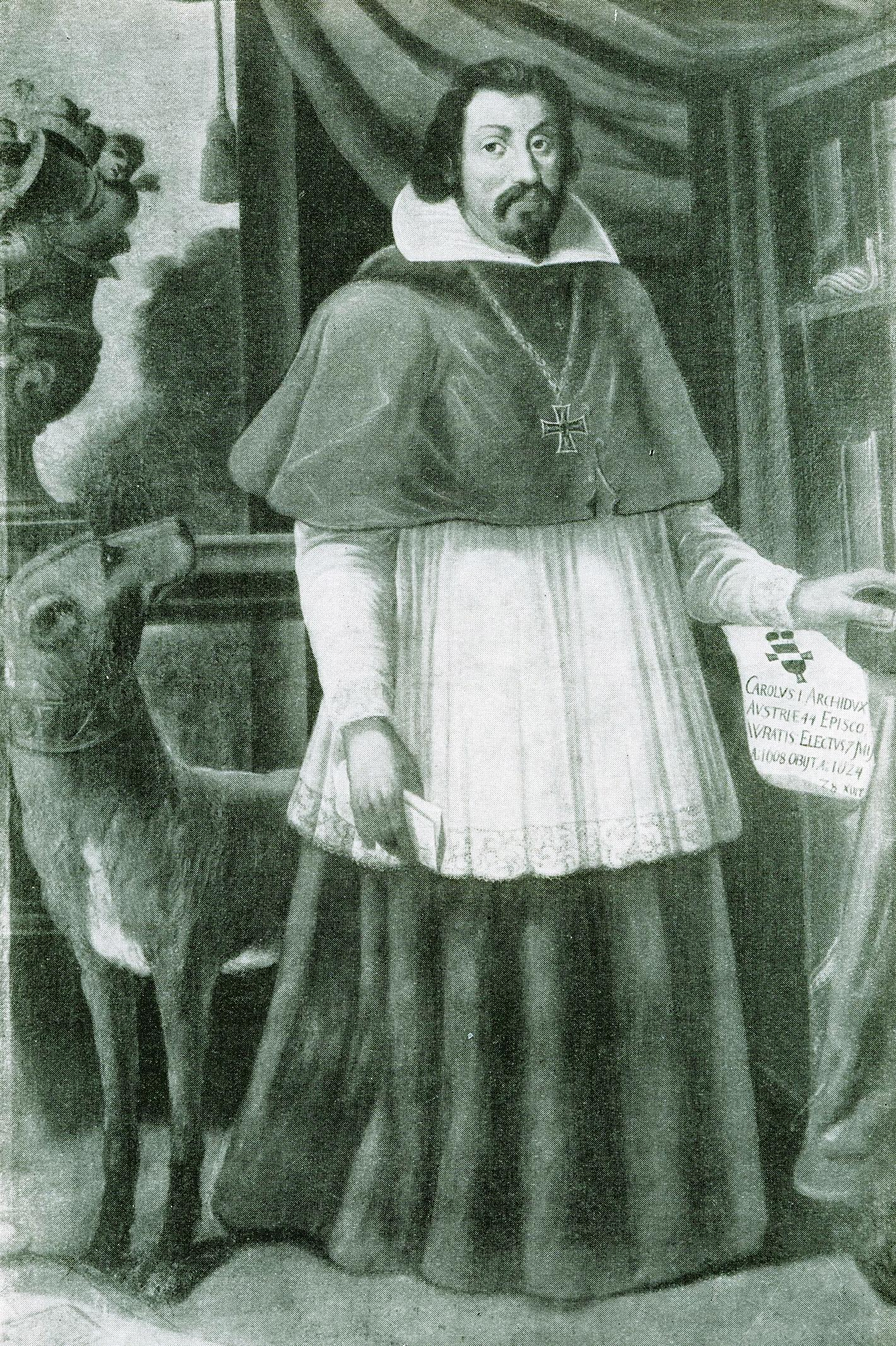
Karel van Oostenrijk.

Karel Jozef van Oostenrijk, bijgenaamd de Postume, (Graz, 7 augustus 1590 - Madrid, 27 of 28 december 1624) was van van 1608 tot aan zijn dood prins-bisschop van Breslau, van 1613 tot aan zijn dood prins-bisschop van Brixen, van 1619 tot aan zijn dood grootmeester van de Duitse Orde en van 1621 tot aan zijn dood graaf van Glatz. Hij behoorde tot het huis Habsburg.

## Levensloop
Karel was de jongste zoon van aartshertog Karel II van Oostenrijk uit diens huwelijk met Maria Anna van Beieren, dochter van hertog Albrecht V van Beieren. Hij werd zes maanden na de dood van zijn vader geboren en droeg daarom als bijnaam de Postume.
Reeds als kind was hij voorbestemd voor een kerkelijke loopbaan en werd hij benoemd tot kanunnik in Passau, Salzburg, Trente en Brixen. Op 7 juli 1608 werd hij op zestienjarige leeftijd verkozen tot prins-bisschop van Breslau en in 1613 kwam daar de functie van bisschop van Brixen bij, waar hij een diocesaan administrator aanstelde, omdat hij intussen de Silezische stad Neisse als permanente residentie had uitgekozen. Zijn priester- en bisschopswijding vonden pas in 1615 respectievelijk 1619 plaats, aangezien hij bij zijn benoeming tot bisschop daarvoor nog niet de vereiste leeftijd had. Na de dood van zijn neef Maximiliaan III van Oostenrijk werd hij in 1619 eveneens grootmeester van de Duitse Orde.
De politieke en religieuze omstandigheden die de vrome Karel bij zijn aantreden als bisschop van Breslau aantrof, waren weinig verheugend. Keizer Rudolf II, een neef van Karel, had in 1609 aan de Silezische Staten en vorsten een Majesteitsbrief overhandigd waarin hij de gelijkheid van religies erkende, waartegen Karel tevergeefs had geprotesteerd. Bovendien werd de functie van landeshauptmann van Silezië niet aan hem, maar wel aan hertog Adam Wenceslaus van Teschen toegewezen, hoewel die functie gewoonlijk aan de bisschop van Breslau werd gegeven.
Toen de Sileziërs na de uitbraak van de Dertigjarige Oorlog in 1618 de protestantse keurvorst Frederik V van de Palts als leenheer erkenden, voelde Karel zich niet meer veilig in Neisse en vluchtte hij eerst naar zijn zwager, koning Sigismund III van Polen om daarna verder te reizen naar zijn bisdom Brixen. Na de Slag op de Witte Berg in 1620, waarbij keizer Ferdinand II Rooms-koning Frederik V van de Palts versloeg, keerde Karel terug naar Neisse, alwaar hij in 1622 een Jezuïetengymnasium stichtte. Op 1 oktober 1621 verleende keizer Ferdinand II hem het tot Bohemen behorende graafschap Glatz, hoewel dat gebied nog aan de kant van de opstandelingen stond en de keizerlijke troepen er nog steeds op weerstand stuitten. Pas op 26 oktober 1622 konden de keizerlijke troepen Glatz heroveren en in november 1622 benoemde Karel zijn vertrouweling Filips Rudolf van Liechtenstein-Kastelkorn tot zijn plaatsvervanger in het gebied, die dan ook de huldiging van de Staten in ontvangst nam. Net als in Neisse voordien leidde Karel in Glatz de Contrareformatie in. De lutherse predikers en leraars werden verdreven, adel, steden en landeigenaars werden bestraft. De protestanten in door Karel gecontroleerde gebieden kregen de keuze om katholiek te worden of Glatz te verlaten.
In 1624 reisde Karel op uitnodiging van koning Filips IV van Spanje naar Madrid, waar hij het aanbod kreeg om onderkoning van Portugal te worden. Kort na aankomst werd hij echter ernstig ziek en in december 1624 stierf hij. Het lijk van Karel werd bijgezet in het klooster van Escorial, zijn hart werd naar zijn laatste wens bijgezet in een vergulden capsule in de Jezuïetenkerk van Neisse.
- Biblioteca Nacional de España: XX5561131
- Bibliothèque nationale de France: cb18047772k (data)
- Gemeinsame Normdatei: 122880579
- International Standard Name Identifier: 0000 0000 5491 6859
- Library of Congress Control Number: n83040449
- Nationale Bibliotheek van Tsjechië: mzk2010616084
- Nationale Bibliotheek van Polen: a0000003829945
- Système universitaire de documentation: 258996714
- Virtual International Authority File: 72763370
- WorldCat: E39PBJxxhGjGGGT4Rw44Xj74MP